# HIP 79431
 (avril 2022).
La mise en forme du texte ne suit pas les recommandations de Wikipédia : il faut le « wikifier ».
Les points d'amélioration suivants sont les cas les plus fréquents. Le détail des points à revoir est peut-être précisé sur la page de discussion.
- Les titres sont pré-formatés par le logiciel. Ils ne sont ni en capitales, ni en gras.
- Le texte ne doit pas être écrit en capitales (les noms de famille non plus), ni en gras, ni en italique, ni en « petit »…
- Le gras n'est utilisé que pour surligner le titre de l'article dans l'introduction, une seule fois.
- L'italique est rarement utilisé : mots en langue étrangère, titres d'œuvres, noms de bateaux, etc.
- Les citations ne sont pas en italique mais en corps de texte normal. Elles sont entourées par des guillemets français : « et ».
- Les listes à puces sont à éviter, des paragraphes rédigés étant largement préférés. Les tableaux sont à réserver à la présentation de données structurées (résultats, etc.).
- Les appels de note de bas de page (petits chiffres en exposant, introduits par l'outil «  Source ») sont à placer entre la fin de phrase et le point final[comme ça].
- Les liens internes (vers d'autres articles de Wikipédia) sont à choisir avec parcimonie. Créez des liens vers des articles approfondissant le sujet. Les termes génériques sans rapport avec le sujet sont à éviter, ainsi que les répétitions de liens vers un même terme.
- Les liens externes sont à placer uniquement dans une section « Liens externes », à la fin de l'article. Ces liens sont à choisir avec parcimonie suivant les règles définies. Si un lien sert de source à l'article, son insertion dans le texte est à faire par les notes de bas de page.
- La présentation des références doit suivre les conventions bibliographiques. Il est recommandé d'utiliser les modèles {{Ouvrage}}, {{Chapitre}}, {{Article}}, {{Lien web}} et/ou {{Bibliographie}}. Le mode d'édition visuel peut mettre en forme automatiquement les références.
- Insérer une infobox (cadre d'informations à droite) n'est pas obligatoire pour parachever la mise en page.

Pour une aide détaillée, merci de consulter Aide:Wikification.
Si vous pensez que ces points ont été résolus, vous pouvez retirer ce bandeau et améliorer la mise en forme d'un autre article.
Ne doit pas être confondu avec Charjah (ville).
Désignations
HIP 79431 , également nommée Sharjah, est une naine rouge possédant un compagnon planétaire nommé HIP 79431 b. Ce système se situe dans la constellation du Scorpion. Le nom de Sharjah a été sélectionné dans le cadre de la campagne NameExoWorlds par les Émirats arabes unis lors du 100e anniversaire de l'Union astronomique internationale,. L'étoile possède une magnitude apparente de 11,34, si bien qu'elle est invisible à l'œil nu,. Selon la mesure de sa parallaxe annuelle par le satellite Gaia, elle se situe à 47,4 années-lumière de la Terre.

## Caractéristiques
HIP 79431 est une naine rouge de type spectral M3V, ce qui indique que c'est une étoile de la séquence principale qui fusionne l'hydrogène en hélium. L'étoile est moins massive et moins grosse que le soleil, elle est aussi plus froide mais elle présente du fer dans une quantité 2,5 fois supérieure à la quantité présente dans le Soleil. Elle possède une activité chromosphérique plutôt faible pour une étoile de cette classe.

## HIP 79431 b
En 2010, une exoplanète superjovienne a été découverte par l'observatoire W. M. Keck avec la méthode des vitesses radiales. Cette exoplanète, baptisée HIP 79431 b ou Barajeel, orbite son étoile à une distance de 0,36 ua. Elle fait une révolution en 0,3 an (111,7 jours) avec une excentricité de 0,29. L'inclinaison de l'orbite n'est pas connue et seule une masse minimale de 2,1 masses joviennes peut être déterminée.